# Мёбиус, Дитер
Дитер Мёбиус (нем. Dieter Moebius; 16 января 1944 — 20 июля 2015) — немецкий электронный музыкант и композитор, наиболее известный как участник и основатель влиятельных групп в жанре «kosmische» Cluster и Harmonia.

## Биография

### Рождение и первые годы жизни
Дитер Мёбиус родился в Швейцарии в 1944 году. Мёбиус изучал искусство в Берлинской академии графики. Также, будучи учеником Йозефа Бойса, Мёбиус обучался и в Дюссельдорфской академии изящных искусств. Он работал шеф-поваром по приготовлению стейков в ресторане Берлина, когда познакомился с Конрадом Шнитцлером, основателем Zodiak Free Arts Lab вместе с Хансом-Йоахимом Роделиусом.

### Kluster, Cluster и Harmonia
Трио основало импровизационную группу Kluster в 1969 году и выпустило 3 альбома: «Klopfzeichen», «Zwei-Osterei» и «Eruption». Последний известен тем, что был записан вживую в 1971 году во время последнего совместного концерта трио и был записан Клаусом Фройдихманом, который также был участником другой группы Конрада Шнитцлера, также называемой Eruption. В 1971 году Шнитцлер покинул группу, чтобы начать продолжительную сольную карьеру, а Мёбиус и Роделиус англизировали название группы до Cluster и переехали в сельскую деревню Форст, впоследствии выпустив такие влиятельные альбомы, как «Zuckerzeit» (1974) и «Sowiesoso» (1976). Сначала они подписали контракт с Philips, а затем с Brain. Мёбиус также использовал своё обучение графическому дизайну для создания обложек различных альбомов Cluster и связанных с ними коллабораций.
В 1973 году Роделиус и Мёбиус работали с гитаристом группы Neu! Михаэлем Ротером под псевдонимом Harmonia. «Musik von Harmonia» был выпущен в рамках масштабной рекламной кампании Brain. Harmonia выпустили ещё один альбом, «Deluxe» в 1975 году. Ротер также выступил сопродюсером альбома Cluster 1974 года «Zuckerzeit». Британский музыкант Брайан Ино, поклонник как Cluster, так и Harmonia, присоединился к ним для нескольких джемов, результат которых был выпущен в 1997 году под названием «Tracks and Traces». Ротер покинул Harmonia, чтобы продолжить свою сольную карьеру, а Cluster вернулись в студию для записи альбома «Sowiesoso», который был выпущен на лейбле Sky Records. Брайан Ино позже работал с Cluster над двумя альбомами: «Cluster & Eno» 1977 года и «After the Heat» 1978 года, последний из которых привлёк к группе большое внимание британской музыкальной прессы. Следующий альбом Cluster, спродюсированный бывшим участником Tangerine Dream Петером Бауманом «Großes Wasser», расширил музыкальное наследие Cluster до более объёмной формы.

### Liliental (1978)
В 1978 году выходит пластинка, записанная коллективом, состоящим из Мёбиуса, Конни Планка, музыкантов Kraan Йоханна Папперта и Гельмута Хаттлера, а также независимых музыкантов Асмуса Титченса и Окко Беккера.

### Сольная карьера и коллаборации
Первые альбомы без Роделиуса Мёбиус записал со старыми друзьями: продюсером Конни Планком и барабанщиком Guru Guru Мани Ноймаером. Альбом 1979 года «Rastakraut Pasta» даже вышел под заголовком Moebius & Plank, в его записи также принимал участие музыкант Can Хольгер Цукай. Вторым совместным с Планком альбомом стал «Material» (1981). В 1983 году на студии Планка были записаны альбомы «Zero Set» и «Ludwig’s Law». Последний из которых был выпущен только в 1998 году, уже после смерти Конни Планка (1987). Последней совместной записью стал диск 1986 года — «En Route» (выпущенный в 1995).
Другими совместными альбомами Мёбиуса стали «Strange Music» (1982) и «Double Cut» (1983) с Гердом Бирбомом, а также «Ersatz» (1990) и «Ersatz II» (1992) с Карлом Рензихаузеном.
В 1989 году Cluster был реформирован. Альбом «Apropos Cluster» 1990-х годов стал обновлением для группы, являясь произведением авангардного техно, не отличающимся по стилю от «Großes Wasser». В 1995 году дуэт выпустил альбом «One Hour», а в 1996 году Cluster отправились в два международных тура, один по Японии, другой по Америке.
В 1997 году Мёбиус принимает участие в записи проекта Space Explosion вместе с Мани Ноймаером, Юргеном Энглером (Die Krupps), Крисом Каррером (Amon Düül II) и Жаном Пероном (Faust).

### XXI век
Мёбиус гастролировал с Ротером как Rother & Moebius в 2007 году. Кроме того, 27 ноября 2007 года состоялся концерт воссоединения Harmonia в Доме Культур Мира, Берлин, где группа выступила вместе вживую впервые с 1976 года. Примерно в то же время Cluster реформировались. В 2009 году был выпущен альбом «Qua», финальный альбом дуэта. В ноябре 2010 года было объявлено, что Cluster распался в третий раз. В официальном объявлении распад был описан как уход Мёбиуса из группы.
После распада Мёбиус продолжал записывать сольные альбомы.
Он умер от рака в понедельник, 20 июля 2015.

## Дискография

### Сольные альбомы и коллаборации
- 1980 Rastakraut Pasta (вместе с Конни Планком)
- 1981 Material (вместе с Конни Планком)
- 1981 Strange Music (вместе с Гердом Бирбомом)
- 1982 Zero Set (вместе с Конни Планком и Мани Ноймайером)
- 1983 Tonspuren
- 1983 Double Cut (вместе с Гердом Бирбомом)
- 1986 Blue Moon (Original Soundtrack)[8]
- 1990 Ersatz (вместе с Карлом Рензихаузеном)
- 1992 Ersatz II (вместе с Карлом Рензихаузеном)
- 1995 En Route (вместе с Конни Планком; записано в 1986 году, дополнительный микс в 1995 году)
- 1998 Ludwig’s Law (вместе с Конни Планком и Майо Томпсоном)
- 1999 Blotch
- 2002 Live in Japan (вместе с Мани Ноймайером)
- 2006 Nurton
- 2007 Zero Set II (вместе с Мани Ноймайером)
- 2009 Kram
- 2011 Ding
- 2012 Moebius & Tietchens (вместе с Асмусом Титченсом)
- 2014 Snowghost Pieces (Moebius, Story, Leidecker)
- 2014 Nidemonex

### Посмертные альбомы
- 2017 Musik Für Metropolis
- 2017 Familiar (Moebius, Story, Leidecker)
- 2017 Kunsthalle Düsseldorf (Live) (12") (Мёбиус, Шнайдер)
- 2019 Objective Objects (Мёбиус и Дуайт Эшли)

### Harmonia
- 1974 Musik Von Harmonia
- 1975 Deluxe
- 1997 Tracks and Traces (записано в 1976 году с Брайаном Ино)
- 2007 Live 1974

### Kluster, Cluster
- См. Kluster
- См. Cluster

### Eno Moebius Roedelius Plank
- 1984 Begegnungen
- 1985 Begegnungen II

### Liliental
- 1978 Liliental (Moebius и друзья)

### Cosmic Couriers
- 1996 Other Places
- 2014 Another Other Places

### Space Explosion
- 1997 Space Explosion (Moebius, Neumeier (Guru Guru), Engler (Die Krupps), Chris Karrer (Amon Düül 2), Jean Hervé Peron (Faust))